# Чернець (рослина)
Чернець, також воронець або актея (Actaea) — рід квіткових рослин родини жовтецевих. Рід містить ≈30 видів і поширений у помірних областях північної півкулі — у Євразії й Північній Америці.

## Назва

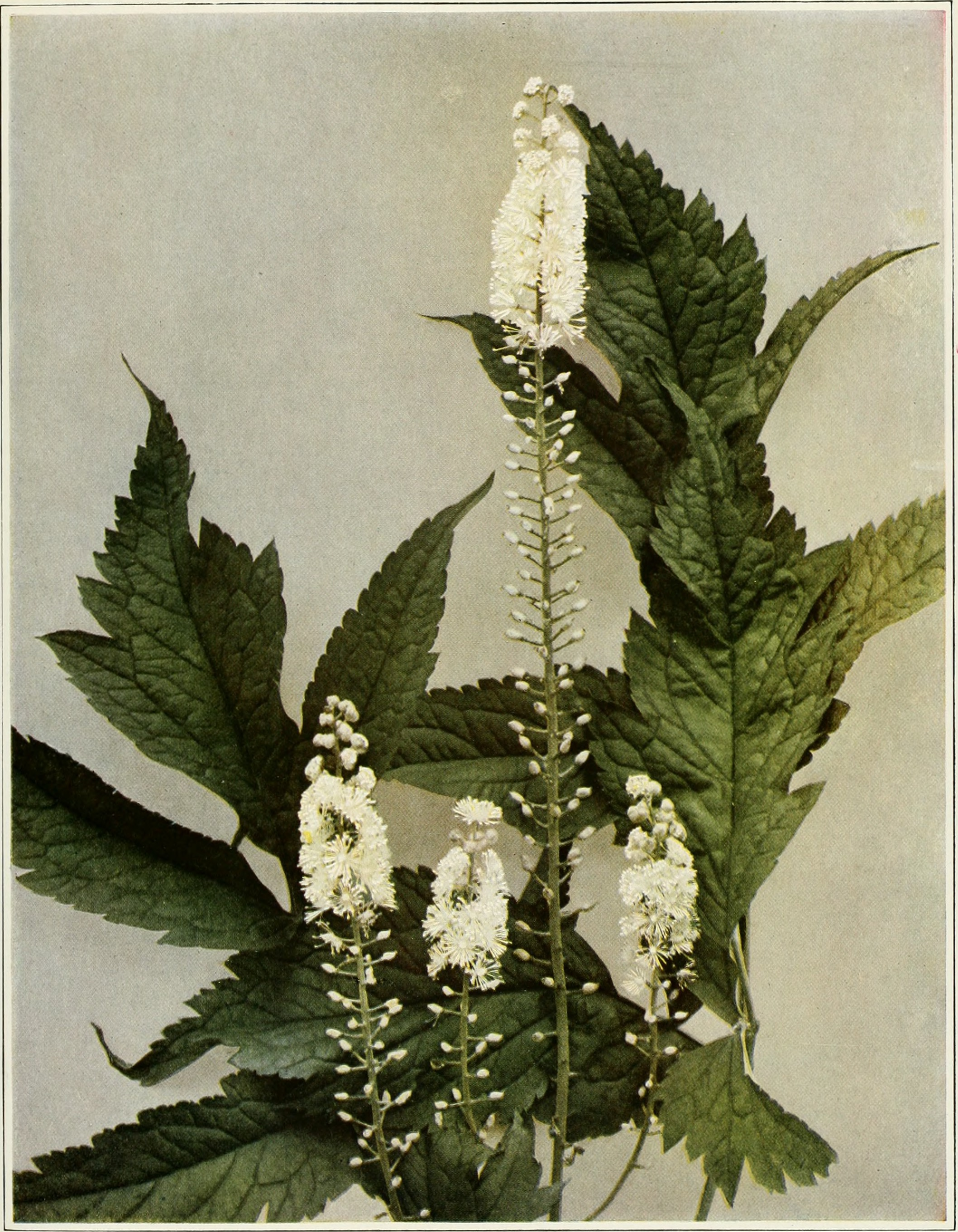
Листя і квіти Actaea racemosa

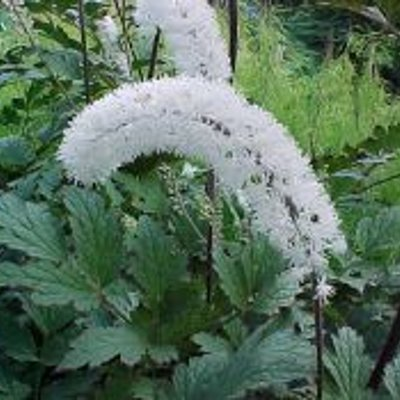
Actaea matsumurae 'White Pearl'

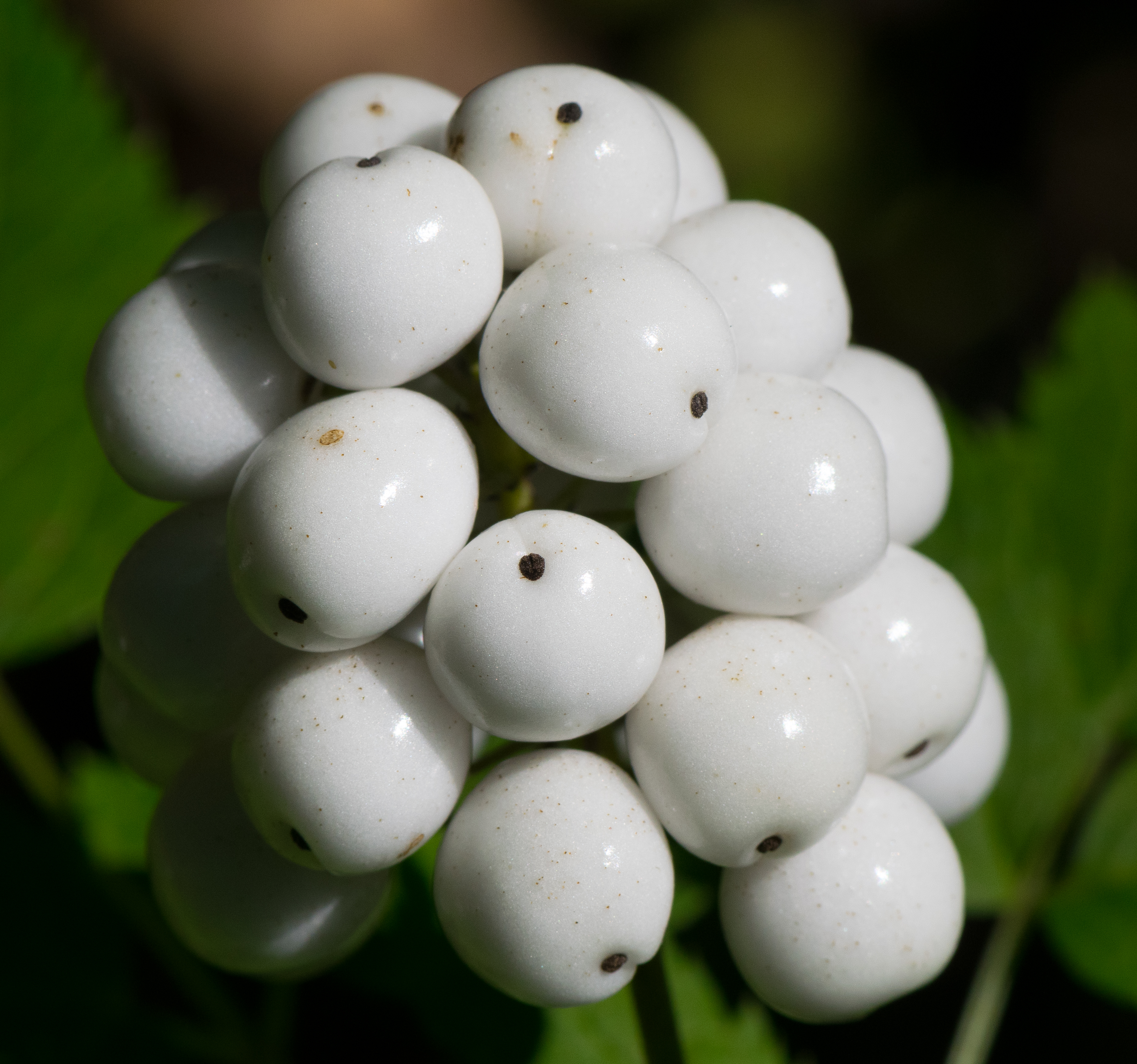
Плоди Actaea pachypoda

Наукова назва рослини Actaea — транскрипція грец. ακτάια має незрозуміле походження. За однією версією, від грец. ακτέα — бузина чорна (Sambucus nigra L.), за подібністю листя цього роду з листям бузини. За іншою — від грец. ακτή — крутий берег, за місцем зростання. За третьою — від імені міфічного мисливця Актеона (грец. Ακτάιον), вихованця кентавра Хірона. Одного разу Актеон застав богиню полювання Артеміду і її німф, що купалися в річці. Розгнівана богиня перетворила його на оленя, якого розірвали його ж мисливські собаки, що не впізнали господаря. За отруйність плодів, настільки ж небезпечних для людини, як для Актеона його собаки.

## Синоніми
- Actinospora Turcz.
- Cimicifuga Wernisch.
- Pityrosperma Siebold & Zucc.
- Souliea Franch.

## Опис
Багаторічна рослина. Стебла до 70 см, з великим пір'ястим листям. Лиски чергові, черешкові, яйцеподібні до вузько-еліптичних, складаються з трьох лопатей, нерегулярно зубчасті. Дрібні білі квітки (25 або більше) зібрані в невелику овальну китицю 2-17 см. Квітки двостатеві, радіально симетричні, пелюсток 4-10, нектарники відсутні; тичинки 15-50; маточка 1, проста; насінних зачатків багато. Плоди ягодоподібні, широко еліпсоподібні, майже кулясті, гладкі. Насіння темно-коричневого до червонувато-коричневого кольору, конічне до клиноподібного.
Рослини отруйні, токсичність зберігається навіть після висушування. Особливо небезпечне потрапляння соку на слизові оболонки рота і очей.

## Поширення
Представники роду зростають в помірних лісах Європи, Азії, Північної Америки.

## Систематика
За даними спільного інтернет-проекту Королівських ботанічних садів у К'ю і Міссурійського ботанічного саду «The Plant List» рід Actaea містить 30 видів.